# 三条実美

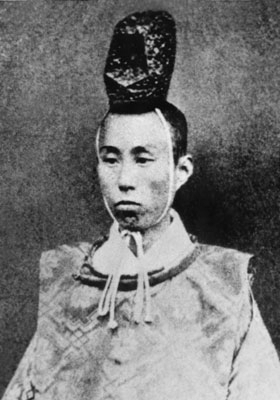
若き日の三条実美（『幕末・明治・大正 回顧八十年史』より）

三条 実美（さんじょう さねとみ、旧字体：三條 實美、1837年3月13日〈天保8年2月7日〉- 1891年〈明治24年〉2月18日）は、日本の公卿、政治家。三条家31代。位階勲等爵位は、正一位大勲位公爵。号は梨堂（りどう）。変名は梨木 誠斉（なしき せいさい、旧字体：梨木 誠󠄁齊）。
幕末には尊王攘夷・討幕派の中心的な人物であり、明治維新後は元勲の一人として右大臣や太政大臣を歴任して明治政府の名目上の首班を勤め、内閣制度発足後は天皇を常侍輔弼する内大臣に転じ、それを本官としたまま短期間ながら内閣総理大臣を兼任したこともあった。また最晩年には帝国議会の開院に伴い公爵として自動的に終身任期の貴族院公爵議員にも名を連ねたが、内大臣の立場から議員活動に関わるようなことは一切しなかった。

## 生涯

### 生い立ち
天保8年（1837年）、公卿・三条実万の四男として誕生。幼名は福麿。実母は正室である山内紀子だったが、四男のために三条家庶流である花園公総の養子となる予定だった。幼い頃から聡明で知られ、教育係の儒者・富田織部から高い尊皇意識の影響を受ける。
安政元年（1854年）2月、三条家の嗣子であった次兄・三条公睦が早世。本来ならば、公睦の嫡子・公恭が継ぐものを、この甥の幼さと織部の強い推挙から、4月に福麿が嗣子となった。8月には元服して実美と名乗り、この読みは、通例では「美」を「よし / はる」と読んだが、父が忌んだために、儒者・池内大学の勧めから「さねとみ」となった。尚、甥・公恭は実美の養子に迎えられる。
父が攘夷達成のために「戊午の密勅」発出の立役者となると、幕府から迫害を受け、安政5年（1858年）10月23日、父は隠居・蟄居し、織部ら三条家の侍も多く逮捕される安政の大獄が発生。この状況下で、実美が正式に三条家の家督を相続し、父は翌年10月に出家・謹慎へ追い込まれた末に死没する。

### 尊攘派公家の代表
文久2年（1862年）、島津久光の上洛以降、5月10日には、久光の意見を取り入れつつ、関白・九条尚忠を退任させ、旧例にとらわれず関白を選ぶべきとする上書を提出。翌日には、国事書記御用に任命され、朝廷の中枢に近付く。実美を引き立てたのは、父に師事した中山忠能や親類筋の正親町三条実愛であった。
実美は本来、公武合体論者であったが、一向に攘夷へと進まない幕府への不満が高まり、平野国臣の『培覆論』を筆写するなど、尊攘派の志士との交流を深めていく。7月から8月にかけては、公武合体派の内大臣・久我建通や岩倉具視を始めとする四奸二嬪を失脚に追いやった。さらには、父の養女を娶っていた土佐藩の山内容堂に働きかけ、藩主・山内豊範とともに上洛させて中央政界へ土佐藩を進出させる。しかし、この時期、朝廷の権力増大を図る実美ら朝廷改革派が勢力を伸長するものの、孝明天皇は、攘夷論者でありながら、幕府への大政委任論の立場に立ち、大きく異なる考えにあった。
8月10日、長州藩と土佐藩による、攘夷督促の勅使を14代将軍・徳川家茂に派遣させる運動に応え、実美は、再派遣の意見書を提出。これは、6月に大原重徳が薩摩藩から派遣されたことから、薩摩藩の影響力を削ぐねらいで、再度、両藩が起こした運動であり、10月には、副使の姉小路公知とともに実美が正使として江戸へ赴く。実美と長州藩との関係はこの頃から密接となった。12月9日、国事御用掛が設置され、実美もその一員となる。

### 朝廷の掌握
この頃、実美は近衛忠房に「昔は野でしたから、（江戸のある武蔵国は）また『武蔵野』となってもよいでしょう」との放言から怒りを買い、薩摩藩や青蓮院宮尊融入道親王に不満を言い募るなどして両者の不信を買う。武市半平太の土佐勤王党によって土佐藩をまとめ、長州藩とともに薩摩藩にへの圧力を掛けるべく動くなど、当時の大久保利通からは、「長士の暴説に酔った」と評された。
文久3年（1863年）1月23日、親薩摩派の関白・近衛忠煕が、実美らの攻撃に耐えかねて辞職し、長州藩士を多く出入りさせたために「長州関白」と呼ばれる鷹司輔煕が後任に就く。2月20日、学習院で学ぶ公家たちに、草莽の志士が時事を顕現することが許され、公家たちは更に強く尊攘派の影響を受けるようになった。2月22日には、尊攘派公家の押し上げにより、将軍後見職・一橋慶喜に攘夷期限の奏上を求め、この交渉役となった実美は、慶喜を激しく攻め立てて4月中旬を攘夷期限とする言質をとった。
高齢で自信に欠ける鷹司関白が、実美ら尊攘派公家に抵抗できず、実美が「関白殿下ですら時に屈従する」ともいわれる権勢を誇り、この状況を憂う青蓮院宮は、容堂に実美の説得を依頼しても効果はなかった。当時は、尊攘派志士の活動が過激化しており、実美の師だった池内大学ですら殺害されるほどであった。実美は容堂に対し、志士たちが強く攘夷を迫る状況を説明し、「予が身の上をも推察せられたし」と訴えている。2月21日に実美は議奏に任ぜられるが、病気を理由に辞退したい旨を述べたが許されなかった。
3月4日には将軍・家茂が上洛し、実美ら尊攘派は圧迫を強めた。同月11日には、上賀茂神社・下鴨神社への攘夷祈願の行幸、4月11日には石清水八幡宮への行幸が行われ、攘夷を迫る将軍への圧力となった。石清水行幸の当日、孝明天皇はめまいのために延期を求めたが、実美は許さず、無理に面会を迫って仮病かどうかを問いただしたという。ついに5月10日の攘夷決行を約束させると、当日には、孝明天皇に「焦土と化しても開港しない」という勅を出させた。京都では、島津久光・松平春嶽・山内容堂といった公武合体派は去り、長州藩と尊攘派が掌握する事態となった。しかし、この状況には孝明天皇ですら不快感を示すようになり、尊攘派公家を「暴論の堂上」と呼ぶようになった。

### 姉小路公知暗殺事件
幕府は、攘夷派公家の筆頭である実美と公知の懐柔を図ったが、実美には効果がない一方で、公知が大坂で勝海舟との議論によって開国に傾いたという噂が立つ。文久3年（1863年）5月20日の夜、御所退出後に北へ向かった公知は、御所・朔平門外で暗殺された。実美も公知と揃って御所退出したが、輿で青蓮院宮邸に向かうために東へと別れ、家臣が不審な人物を目撃している。家士の戸田雅楽（後の尾崎三良）は、実際の時間より遅い時間を告げて実美に訪問を諦めさせ、帰邸させた。自宅で公知襲撃の報を聞くと、実美はすぐに姉小路邸を見舞う。
薩摩藩の田中新兵衛に暗殺犯の容疑があり、長州藩と実美は薩摩藩排除に動くべく、さらに長州藩が直接朝廷に献金できるよう取り計らった。しかし、孝明天皇は、薩摩藩排除の動きを「偽勅」とし、実美と徳大寺実則を「早々取除」くべきであると青蓮院宮に伝えている。薩摩藩の調査によれば、権勢の頂点にある実美だったが、過激派の言動に引きずられ、今更意見を変えられずに嘆き、脚気の悪化からも邸に引きこもりがちで、「出家遁世したい」とこぼしていたという。

### 失脚
文久3年（1863年）6月、尊攘派のイデオローグである真木保臣（和泉）が、久留米藩から上洛・学習院御用掛を拝命し、実美らに直接影響を与えるようになる。保臣は「百敗一成」を唱え、攘夷の準備が整わなくとも、天皇が先頭に立って攘夷親征を行うことで世の動きも変わると主張し、保臣を謀臣とみる実美は、長州藩とともに、攘夷親征のための大和行幸計画をたてて朝廷の方針とした。しかし、孝明天皇は行幸を望まず、青蓮院宮と薩摩藩に対して救いを求めると、青蓮院宮ら公武合体派の皇族、公卿、薩摩藩、京都守護職・松平容保の会津藩らが連携し、長州藩と尊攘派排除のためのクーデター計画を進めた。
同年8月13日、大和行幸を行う詔が出されるが、同月18日の朝、薩摩藩や会津藩などが御所九門を固め、攘夷急進派の公家を締め出した。実美の邸には、久坂玄瑞や宮部鼎蔵、土方久元と御親兵らが駆けつける。実美は状況把握のため、関白・鷹司邸にて、三条西季知、四条隆謌、東久世通禧、壬生基修、錦小路頼徳、澤宣嘉と出会ったが、肝心の鷹司関白が参内したまま戻らず、やがて、参内を停止され、長州藩も御所の警備から排除されたことが伝わった。保臣や長州藩士との協議後、一旦妙法院に移ると、長州藩へ向かうこととなった。
同月19日未明、七卿は京都を出発し、長州藩に向かった。慣れない徒歩のために実美は足から出血し、戸田雅楽らは住民を脅しつけて駕籠を用意させた。一方で、徳島藩・広島藩・津和野藩に対し、義兵を挙げるため長州に有志を募る檄文を送る。同月21日には、湊川で楠木正成の墓に参拝後、兵庫湊から船で長州を目指した。同月24日、許可なく京都を離れたことから、七卿は官位を停止され、長州藩は京都での勢力を失う。長州藩上層部は、七卿を迎え入れることを望まず、藩境で抑留して帰京勧告するつもりだったが、同月26日、27日に七卿の乗る船が長州藩領三田尻港に入港した。このため長州藩は、七卿を賓客として迎え入れることとなり、公邸である三田尻御茶屋の「招賢閣」を居館とした。この頃、土佐藩士・中岡慎太郎は、藩内の土佐勤王党排斥から、七卿の傘下として動くこととなる。

### 長州藩の賓客
三田尻にて、七卿は奇兵隊を護衛とし、高杉晋作らと武力上京について協議する。9月28日には、平野国臣が訪れ、蜂起のために七卿の一人を主将としたい旨を告げられた。しかし、協議がまとまる前に、一人脱走した宣嘉が、国臣とともに生野の変で失敗してしまう。
元治元年（1864年）正月、長州藩は、六卿を三田尻から山口の近郊に移すこととし、実美だけは湯田村高田へ移転。ここでは、草刈藤太の邸に滞在して間もなく、井上聞多の実家へと移ると、実美のために「何遠亭」と命名される離れが建設された。
同月27日、孝明天皇から、七卿と長州藩攘夷派を批判する詔旨が出された。実美らが下賤な攘夷派の暴説を信用し、孝明天皇の「命を矯て」軽率に攘夷と討幕を企てたとされ、長州藩尊攘派も「必ず罰せずんばある可からず」と批判されたことから、長州藩は、藩主父子と五卿の赦免を求め、朝廷に働きかける。7月の藩主父子の上京と同時期に、五卿もこの動きを支持して京を目指した。7月21日には、讃岐国多度津に到着すると、禁門の変の敗報を受け、藩主父子と合流するために鞆に向かうも叶わなかった。長州藩士・野村靖は、内訌必至の長州藩に戻るより、勤王派の強い岡山藩などに逃れるよう勧めたが、実美は、藩主世子定広とは進退をともにすると約したと謝絶し、上関を目指した。
第一次長州征伐が迫る中、さらに長州には、下関戦争による四カ国連合の攻撃も加えられる。五卿は「長州藩と死生存亡を共にする」決意を固めるものの、恭順派が台頭した藩内では、五卿の引き渡しも検討された。晋作らは一時、五卿の海外留学を思い立ち、実美も一時応諾したが、翌日になって断っている。長州征伐総督府は、五卿を別々の藩が預かる方針を決め、福岡藩に説得役を依頼した。五卿からの条件として、藩主父子の赦免と京都の尊攘派公家の処分解除をもとめて交渉したが、次第に藩内でも、五卿の立場は悪化していった。尊攘派の長州藩諸隊は五卿引き渡しと解隊方針に反抗し、五卿とともに長州藩支藩の長府藩にうつった。慎太郎と征討総督府・西郷隆盛の交渉の結果、いったん五卿を筑前に移すことで合意された。

### 太宰府での幽居
慶応元年（1865年）正月15日、五卿は福岡藩黒崎湊（現：北九州市八幡西区）に上陸し、宗像の唐津街道赤間宿に1ヵ月間の宿泊を経て、2月13日に太宰府へ到着。五卿の身柄は福岡藩が預かり、薩摩藩・久留米藩・熊本藩・佐賀藩から人を派遣・費用を提供するという形になっていた。五卿の幽閉先は、太宰府天満宮の別当延寿王院であり、学問や身体の鍛錬を怠らずに日々を過ごした。また、福岡藩尊攘派の早川養敬らが、薩摩藩と長州藩の提携を模索する中で、慎太郎や実美も共鳴すると、桂小五郎へ薩摩藩に対する認識を改めるよう伝えている。小五郎は薩摩藩への信用に、「條公（実美）御明察」を通じて見定めるとしており、この後も坂本龍馬・伊藤俊輔・井上聞多らと面会して、薩長同盟成立の立役者の一人となった。
慶応2年（1866年）には、幕府から使者が訪れて、五卿を大坂に移すよう求められる。しかし実美らは、死を賭してでも動かないと決めており、薩摩藩・熊本藩も強硬に反対したため、幕府は手が出せなかった。この頃になると、幕府の失墜も明らかとなり、延寿王院は多くの訪問者で賑わいを見せるようになる。翌年、慎太郎は京都の公家と実美を連携させる案を模索するが、かつての政敵・岩倉具視がその候補に挙がった。実美は具視がかつての「大姦物」であると難色を示したが、具視の縁戚である東久世通禧の説得で、提携を受け入れることとなった。

### 明治維新
慶応3年（1867年）10月27日、大政奉還が成立し、12月8日には、五卿の赦免・復位も達成された。同月14日にこの知らせを受けた五卿は、同月21日に出港して長州藩を経て上洛し、同月27日に参内・議定に任ぜられる。反幕派の大物である実美の復権は、朝廷内における薩摩・長州の力となった。翌年には、具視とともに新政府の副総裁の一人となり、外国事務総督を兼ねる。この時期は、堺事件の対応にあたり、「開国和親の布告」作成にも携わるなど、かつての攘夷方針を完全に捨てることとなった。
戊辰戦争時には、閏4月10日、関東観察使として江戸へ赴き、彰義隊討伐を目指す大村益次郎を支持。
明治2年（1869年）5月24日、右大臣・関八州鎮将となり、5月29日には、官吏公選によって輔相に選出、7月8日には、新制・右大臣となった。7月15日には、江戸から「東京」へと改称され、鎮将府新設による鎮将を兼任し、岡谷繁実の意見を受け、東京への単独遷都も実現させる。
実美は、東国と奥州を重視しており、「たとえ京摂を失（うしなう）とも、東京を失わざれば、天下を失うことなし」と述べている。旧幕府勢力への処罰では、厳罰を主張して戦後の石高を低く抑えた。また、箱館に籠もる榎本武揚討伐の総督として、前将軍・慶喜起用を検討された際には、奇策を用いるべきではないと反対している。

### 太政大臣

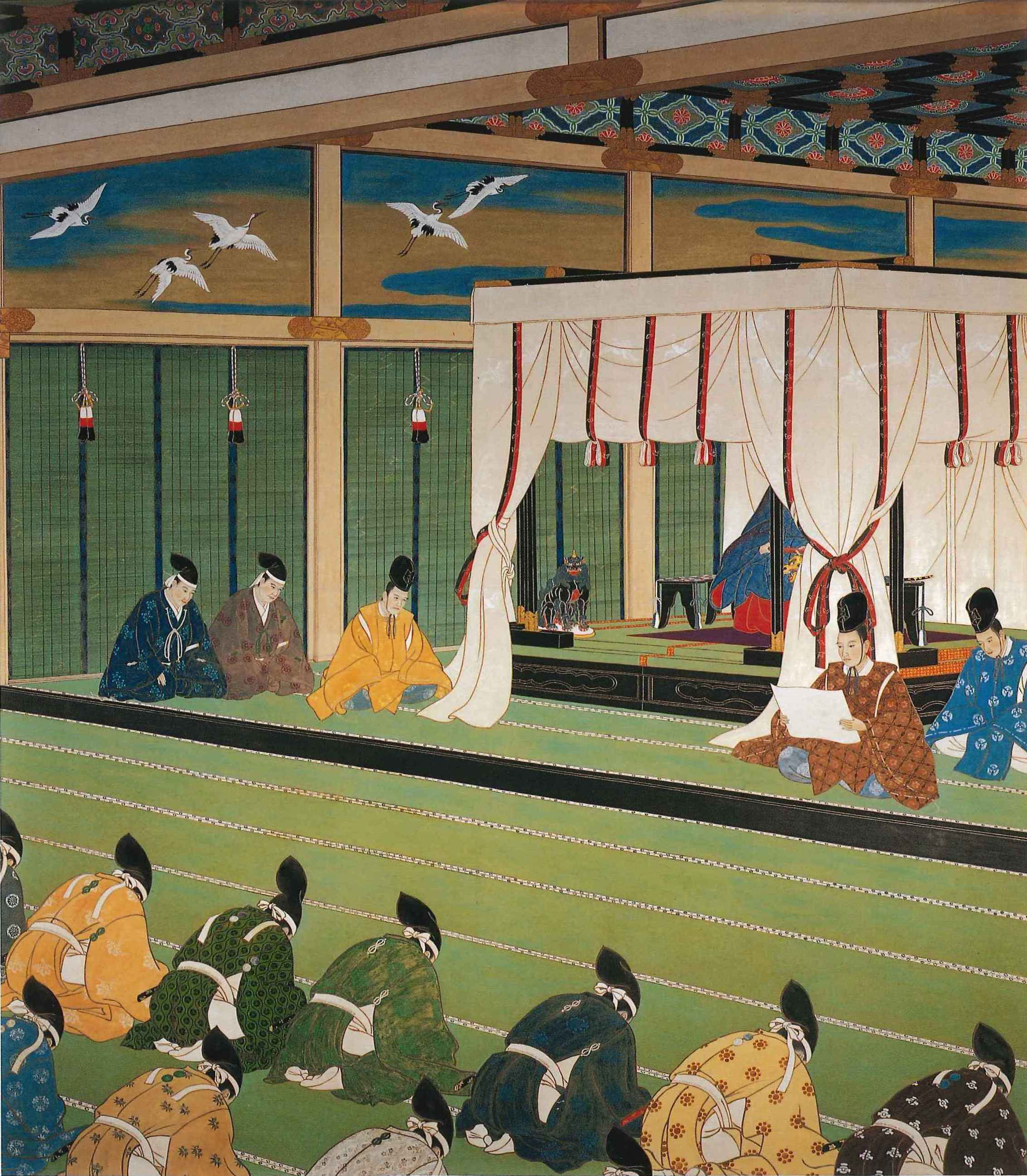
聖徳記念絵画館壁画『廃藩置県』（小堀鞆音筆、酒井忠正伯爵奉納）廃藩置県を布告するため東京在京中の藩知事56名を召集した明治天皇と詔書を読み上げる右大臣三条実美。御帳台左側に控える左から2人目は木戸孝允、3人目は岩倉具視。

明治4年（1871年）7月14日（8月29日）、西ノ丸御殿の紫宸殿代大広間にて、東京在京中の藩知事56名を前に、実美が右大臣として、「内以テ億兆ヲ保安シ外以テ万国ト対峙セントス因テ今藩ヲ廃シ県ト為シ務テ冗ヲ去リ簡ニ就キ有名無実ノ弊ヲ除キ更ニ綱紀ヲ張リ政令一ニ帰シ天下ヲシテ其向フ所ヲ知ラシム」とした廃藩置県を申し渡す勅語を読み上げた。
同年の制度改革により、太政大臣に任命。この役職は、律令下のものとは異なり、天皇の代行者としての役職であり、「万機条公に決」される体制を目指したものだった。ただし、実美の役割としては、調整役やバランサーとしての面が大きい。尚、伊藤博文は、実美が百官に尊重され、一度も悪評が起こったのを聞いたことがないと回想している。
同年11月21日、岩倉使節団の派遣が行われ、実美は留守政府のトップとして、久光からの圧力、太政官制の改革、台湾出兵問題、朝鮮との国交問題などの様々な問題に取り組むこととなった。

#### 明治六年政変
明治6年（1873年）6月、参議・板垣退助が朝鮮出兵を求め、隆盛からは、大使を派遣することを主張して、7月頃から隆盛自身を使節とする要求もあったが、実美は必ず殺されると反対した。しかし隆盛は、実美を訪問するなどして圧力をかけ、8月17日には、隆盛の派遣が閣議決定された。しかしこれは後に、実美が「初発僕等の軽率」と認めるように、征韓反対の立場にありながらの失策であった。実美は明治天皇の元を訪れ、「岩倉帰朝の後に熟議」して決定するという「聖断」を受けた。内藤一成によると、これは実美の主張をなぞっただけと考えられる。
具視の帰朝後には、征韓反対派と隆盛らの争いが激化しており、政府分裂を恐れた実美は、10月15日に隆盛案を閣議決定し、派遣時期は軍備が整うまで未定として引き伸ばしを図る。しかし、征韓反対派の具視・木戸孝允・大久保利通が辞表を提出すると、いずれにしても、分裂は避けられなくなった。
同年10月18日、心身共に疲弊した実美は朝に倒れ、胸の痛みを訴える。この病状は、家近良樹によれば、狭心症か心筋梗塞、内藤一成によれば、脚気からくる心臓病（脚気衝心）と推測される。これをうけて、利通が具視を太政大臣摂行（代理）とするよう働きかけ、具視は征韓論争の解決案を天皇の聖断に仰いだ。同月24日には、宮中に影響力をもつ具視の意見が通り、隆盛らが政府を去ったものの、実美の辞意は認められず、12月23日に参内・辞表提出するも却下され、太政大臣の職位は継続となった。尚、この療養中、明治天皇は実美を見舞うため、一度は虎ノ門の三条邸、二度目には浅草にあった別邸・対鴎荘の客間を訪れたという（別邸・対鴎荘についての詳細は、後述の「薨去・没後」または「#明治天皇行幸所對鷗荘」を参照）。

#### 島津久光との対立
明治7年（1874年）4月27日、隆盛なき新政府の安定を図るため、保守派重鎮の久光が左大臣となり、政府の欧化政策を批判・撤回させるべく動きを強めた。久光は、幕末以来の親交を持つ華族を動員して政府に圧力をかけ、明治8年（1875年）には、太政大臣の権限を左右大臣に譲るよう働きかけて失敗し、10月19日には、実美を辞職させるよう上奏。久光は、親しい有栖川宮熾仁親王に裁定させて通そうとするものの、宮内卿・徳大寺実則は、右大臣・具視に裁定させるべきとして、具視は実美を支持すべきと奏上したことで、またも弾劾に失敗する。同月25日、正式に久光の免官が閣議決定。内田政風、海江田信義、奈良原繁も実美を弾劾したが、いずれも退けられた。
一方この頃、三条家の家令らによる事業失敗のため、実美は莫大な負債を抱える。毛利家の支援で破産は免れたものの、明治38年（1905年）になって完済する。
政府はその後、利通の独壇場となり、実美はその方針をほとんど支持している。参議の間で意見がまとまらない場合、利通はほとんど発言せず、実美は議論の内容を伝えられた際に利通の意見を問い返すのが常であり、利通の意見をよしとすると、利通は実美の意見として参議をまとめていたという。明治11年（1878年）、利通の暗殺後、博文と大隈重信が実力者となるものの、明治十四年の政変で重信が下野したのち、博文の独壇場となった。
明治15年（1882年）、実美は大勲位菊花大綬章を受章。明治18年（1885年）の太政官制廃止による内閣制度の発足から、内大臣に転じた。実美の旧臣・尾崎三良はこの際、太政大臣辞任の撤回を訴えるが、実美は、国家将来のため他に策はないと伝えて断った。

### 内大臣
内大臣職はしばしば実美を処遇するための名誉職と取られるが正確ではなく、天皇親政の建前が取られた明治政府では、宮中において天皇を輔弼する重要な役割であった。自らを薩長のバランサーと位置づけていた実美は、藩閥内部の混乱時に力を発揮する。また、政変や重要人事に関する天皇の下問には、職責よりも実美個人の人格に基づいて応じられ、博文らの動きを阻害しないためにあえて主体的に動かず、宮中保守派を政治に介入させない重しとなった。

#### 内閣総理大臣を兼任
明治22年（1889年）、折からの条約改正交渉が暗礁に乗り上げ、外務大臣・重信が、爆裂弾による襲撃に遭って右脚切断となる事件が発生。進退窮まった黒田内閣は、1週間後の10月25日、全閣僚の辞表を提出。ところが、明治天皇は、黒田清隆の辞表のみを受理すると、他の閣僚には職位の継続ともに、内大臣の実美に内閣総理大臣の兼任・内閣存続を命じた。実美は、総理大臣の職権の強さが条約改正交渉問題の混乱を招いたとして、内閣職権を内閣官制に改めることで当面の課題を解決した。同年12月24日、内務大臣・山縣有朋の総理大臣任命・第1次山縣内閣成立後、実美は「病痾」を理由に辞表を提出し、兼任の総理大臣を免ぜられて内大臣専任となった。
尚、実美が総理大臣を兼任したこの期間は「三条暫定内閣」と呼ばれることがあり、これ以降、内閣総理大臣の臨時兼任や臨時代理が制度として定着すると、次第に実美の兼任背景が過去の特別な例外として扱われた。今日では、この2ヵ月間を「内大臣の実美が内閣総理大臣を兼任」としながらも、それは「黒田内閣の延長」であり、「実美は歴代の内閣総理大臣には含めない」とすることが、研究の趨勢となっている。このため、首相官邸等において、歴代内閣を表す際、実美を飛ばして有朋が第三代総理大臣とされる。
明治22年（1889年）2月11日、『大日本帝国憲法』の公布式典にて、明治天皇の脇に控えて憲法文を天皇に奉呈する役割を負う。以降も臣下では最高の席次を持ち、最高位の功臣として遇された。

### 薨去

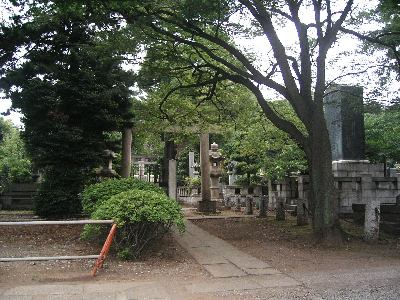
護国寺（東京都文京区）内 三条実美墓

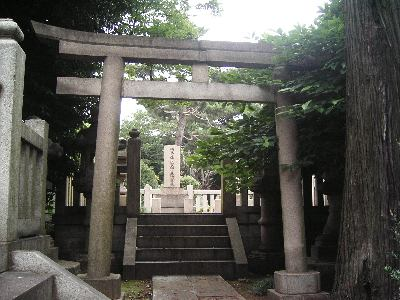
墓

明治24年（1891年）2月18日、インフルエンザ罹患により53歳で薨去。直前の同月17日には、明治天皇が親しく見舞いに訪れて正一位に叙せられ、没後も3日間の廃朝を宣言し、同月25日に国葬が行われる。また、国葬以外に各地で自発的に追悼行事も行われた。

#### 没後
明治天皇は、国葬当日の天候が晴天かつ気温も暖かかったことから、似たような日和を『三条日和』と呼んでいたという。
「明治六年政変」の明治6年（1873年）、実美の療養中に明治天皇が訪れたという別邸・対鴎荘が、没後の1928年（昭和3年）12月、「聖蹟奉頌連光会」へ寄贈された。この翌年5月には、台東区浅草から多摩市連光寺へ移築され、1930年（昭和5年）、連光寺における明治天皇聖蹟を記念した「多摩聖蹟記念館（現：東京都立桜ヶ丘公園・旧多摩聖蹟記念館）」の開館とともに、対鴎荘は一般公開されていた（詳細は後述の「関連史跡」参照）。

## 人物
- 14、5歳の頃、公家の子弟の間では「軍さ事（いくさごと）」という遊びが流行っていた。他の子供が有名な武将の紋を旗印にしていたが、実美は日の丸の紋を用いた。「お日様が戦をするのはおかしい」と言われた実美は、「これは国の印である。国と国と軍さする時はこの印でなければならぬ」と返したという[2]。
- 内閣制度移行に際し、誰が初代内閣総理大臣になるかが注目された。衆目の一致する所は、太政大臣として名目上ながらも政府のトップに立っていた三条と、大久保の死後事実上の宰相として明治政府を切り回し内閣制度を作り上げた伊藤だった。しかし三条は、藤原北家閑院流の嫡流で清華家の1つ三条家の生まれという高貴な身分、公爵である。一方伊藤といえば、貧農の出で武士になったのも維新の直前という低い身分の出身、お手盛りで伯爵になってはいるものの、その差は歴然としていた。太政大臣に代わる初代内閣総理大臣を決める宮中での会議では、誰もが口をつぐんでいる中、伊藤の盟友であった井上馨は「これからの総理は赤電報（外国電報）が読めなくてはだめだ」と口火を切り、これに山縣有朋が「そうすると伊藤君より他にはいないではないか」と賛成、これには三条を支持する保守派の参議も返す言葉がなくなった。つまり英語力が決め手となって三条は初代内閣総理大臣になり損ねたのである。
- 事典等では常用漢字体で「三条実美」と表記されることが多いが[104]、内閣官房内閣広報室が運営する総理大臣官邸のウェブサイトでは「三條實美」[105]と表記している。
- 養嗣子であった公恭には海外留学をさせるなど世話をしているが、公恭は遊興にふけり、度々金銭問題を起こした。明治19年（1886年）6月25日に廃嫡している[106]

## 評価

### 歴史学者の評価
本多辰次郎は三千年に一人の大人物であるが、賢明であるかと思えば凡庸であるなどその輪郭は捕捉が難しく「最も論評の困難な標本である」としている。また出処進退が鮮やかであることや、西郷隆盛や大久保利通といった優れた英傑を操縦したことを評価している。

### 同時代人物の評価
- 伊藤博文
  - 「公の資性は寛仁大度にして誠によく衆を容るるの量があった。しかして外は温厚の君子であったが、内はまた自ら大義を守って、いやしくも屈すべからざるの節を持って居られた御方である。その平素の行状は方正にして謹直、少しも人と争議するようのことはなかった。蓋し完璧無瑾の人であった。長州琉寓の当時、毛利家は非常に公の一行を優遇したので、幕府から嘩ましく云われたことがある。七卿の中でも公は第一位の席を占めて居られた御方である」[108]
  - 「その徳望はもとより世人の知る所であって、公が在世中は朝野共に重望を寄せ、公に向っては一回も悪しき批評をするものはなかった。ソコが條公の條公たる所以である」[108]
  - 「三条公は立派な玉を見るような人物で、是は勿論別格だ」[109]。
  - 「公は学問もなされて、歌は中々善く詠まれた。殊に筆跡は頗る見事なもので、雲煙飛動の妙を備えて居られた。是は種々の書風を習われて、終に一家を成されたのである」[108]

- 大村益次郎　「三條さんは一言も批難する所はない、玉子を剝いたような、実に立派な精神のお方である」[110]

- 渋沢栄一
  - 「三条公は智力に秀でて居られたけれども、略のなかった人」とし、性質は温厚で寛大であったが、後年には「聊か決断力に欠くる憾みがないでもなかった」と評している[111]。
  - また渋沢は「仁の人」であったと評している。一方で「至つて円満で、見た所如何にも優しさうに想へたものであるが、それで決して仁一方といふ丈けの人では無く、外面の柔かなるにも似ず内面には却々硬骨なところのあつた方である。」[112]
  - また政策には通じておらず、無定見であったと指摘している。「こう申すのは、はばかり多いことであるが、三条公はまったく無定見であらせられた。今日ある者から意見を申し上げると、その日はその気になっていられるが、明日になってまたほかの者から意見を申し上げると、やはりまたその気にならせられる。いつもご自分のご意見はフワフワして、どっちにでもなるという具合の方であったのである。とくに経済上の問題となると、この無定見が一層はなはだしかったように私には思われたのである。三条公はもともと位の高い公家のご出身であらせられたから、経済のことなどに精通していられるはずもなく、したがって財政上の知識も乏しく、このように無定見に陥られたものでもあろう。それにしても太政大臣をしていられた頃、太政官の参議から、『かくかくの事業のために経費を支出するように』との依頼をお受けになれば、それだけの支出をする財源が果たしてあるか否かをきちんと調査もせられずに、これに承諾を与えられてしまったものである。しかしそれが大蔵省の方に回ってきてから、私たちが、『とてもそんな事業のために支出するだけの財源がないから』といって跳ねつけてしまえば、『なるほどそれももっともだ』という気になり、少しも確固たる定見があって決済を与えられたのではなかったのである。したがって三条公は太政大臣の職に在らせられるあいだ、常に太政官の参議側と各省の当局者との間にはさまって、非常に困られていたものらしい」。留守政府の頃、大蔵大輔であった井上馨と渋沢が政府支出の問題で参議と対立した際、三条は渋沢の屋敷を三度訪れて「（井上を）余り騒がせぬやうにしてくれ」と依頼したという[112]。

## 系譜
三条家は、藤原北家閑院流の嫡流で、太政大臣まで昇任することができた清華家の一つである。
- 父：実万（贈右大臣）
- 母：紀子（土佐藩主・山内豊策女）
- 妻：治子（1848年 - 1924年、関白・鷹司輔煕九女）
  - 男子：公美
  - 男子：公輝
  - 男子：河鰭実英
  - 女子：智恵子（1872年生、閑院宮載仁親王妃）[113]
  - 女子：美佐子（1874年生、毛利元昭公爵妻）[113]
  - 女子：章子[114]（1876年生、大谷光演伯爵妻）[113]
  - 女子：高子[114]（平松時陽子爵妻）
  - 女子：篤子[114]（1880年生、高倉篤麿子爵妻）[113]
  - 女子：夏子（酒井忠興妻）
  - 女子：末子（1888年生、松永安彦長男安衞の後妻）[113]
  - 養子：東三条公恭（兄・公睦の子） - 明治19年（1886年）6月25日に廃嫡[115]

## 官歴
- 嘉永2年12月19日（1850年1月31日）、従五位下に叙位。
- 嘉永7年（1854年）
  - 6月10日（7月4日）、従五位上に昇叙。
  - 8月8日（9月29日）、侍従に任官。
  - 8月27日（10月18日）、元服し禁色を賜り、昇殿を聴される。
  - 改元して安政元年12月15日（1855年2月1日）、正五位下に昇叙し侍従如元。
- 安政2年（1855年）
  - 4月7日（5月22日）、従四位上に昇叙し侍従如元。
  - 9月17日（10月27日）、右近衛権少将に転任。
  - 12月22日（1856年1月29日）、正四位下に昇叙し右近衛権少将如元。
- 文久2年（1862年）
  - 閏8月21日（10月14日）、左近衛権中将に転任。
  - 9月15日（11月6日）、従三位に昇叙し、左近衛権中将如元。
  - 9月28日（11月19日）、権中納言に転任。
  - 12月27日（1863年2月15日）、朝廷内に国事御用掛を設置するに伴い、兼帯。
- 文久3年8月24日（1863年10月6日）、国事御用掛を含めて解官。
- 慶応3年（1867年）
  - 12月8日（1868年1月2日）、従三位に復位。
  - 12月27日（1868年1月21日）、明治政府の議定に就任。
- 慶応4年（1868年）
  - 1月9日（2月2日）、明治政府（この年のみ、以下政府と付す）副総裁を兼帯。
  - 1月17日（2月10日）、政府外国事務総督を兼帯。
  - 1月20日（2月13日）、政府外国事務総督を辞す。
  - 2月2日（2月24日）、権大納言に転任。
  - 4月22日（5月14日）、左近衛大将を兼任。
  - 閏4月21日（6月11日）、政府の制度改正により、副総裁から輔相に異動。議定は、議政官たる上局議定となる。
  - 閏4月22日（6月12日）、従一位に昇叙し権大納言左近衛大将輔相議定如元。
  - 5月24日（7月13日）、右大臣に転任。左近衛大将輔相議定如元。
- 明治2年（1869年）
  - 5月13日（6月22日）、議定を辞す。
  - 7月8日（8月15日）、制度改正により、右大臣に。
- 明治4年（1871年）
  - 6月27日（8月13日）、神祇伯を兼帯。
  - 7月29日（9月13日）、制度改正により、太政大臣に。
  - 8月10日（9月24日）、神祇伯を辞す。
- 明治9年（1876年）12月29日、勲一等旭日大綬章を受章。
- 明治15年（1882年）4月11日、大勲位菊花大綬章を受章。
- 明治17年（1884年）7月7日、公爵授爵。
- 明治18年（1885年）12月22日、太政官制廃止と内閣制度発足を受け、内大臣に。
- 明治22年（1889年）
  - 10月25日、内閣総理大臣・黒田清隆の辞任に伴い、内閣総理大臣を兼任。
  - 12月24日、第1次山縣内閣発足により、内閣総理大臣兼任を解く。
- 明治23年（1890年）2月、帝国議会発足により、貴族院公爵議員に。
- 明治24年（1891年）
  - 2月18日、叙正一位。同日、薨去。

## 栄典
位階
- 1891年（明治24年）2月18日 - 正一位[116]

爵位
- 1884年（明治17年）7月7日 - 公爵[117]

勲章等
| 受章年                     | 略綬 | 勲章名                   | 備考 |
| -------------------------- | ---- | ------------------------ | ---- |
| 1876年（明治9年）12月29日  |      | 勲一等旭日大綬章         |      |
| 1882年（明治15年）4月11日  |      | 大勲位菊花大綬章         |      |
| 1889年（明治22年）2月21日  |      | 銀製黄綬褒章             |      |
| 1889年（明治22年）11月25日 |      | 大日本帝国憲法発布記念章 |      |
| 1890年（明治23年）5月22日  |      | 日本赤十字社有功章       |      |

外国勲章佩用允許
| 受章年                     | 国籍         | 略綬 | 勲章名                             | 備考 |
| -------------------------- | ------------ | ---- | ---------------------------------- | ---- |
| 1879年（明治12年）9月11日  | ロシア帝国   |      | 白鷲勲章                           |      |
| 1879年（明治12年）12月3日  | イタリア王国 |      | 聖マウリッツィオ・ラザロ第一等勲章 |      |
| 1883年（明治16年）10月27日 | オスマン帝国 |      | 美治慈恵第一等勲章                 |      |

## 関連史跡
特に福岡県太宰府市、筑紫野市周辺には実美に関係するものが残っている。

### 旧居・墓所
- 京都：京都御所に隣接した三条邸跡にあった。父・実万を祀っていた梨木神社に、大正時代になって合祀される。
- 東京：目黒区目黒1丁目であり、現在ははホテルプリンセスガーデンが建つ。又、跡地の一部はマンションでもあり、「三条苑」の名称が残る。
- 墓所：東京都文京区大塚の護国寺に「三条実美墓」として所在し、1955年（昭和30年）、東京都旧跡に指定 [124]。尚、遺髪塚は京都市二尊院に所在。

### 三条実美歌碑
山口県萩市越ヶ浜笹山の麓にて、明神池の石橋を渡った先に所在。1936年（昭和11年）、王政復古70周年記念として、元衆議院議員・国重政亮の謹書から碑を建立。1863年（文久3年）、七卿落ちの途中、長州藩に匿われていた折の歌である。

### 龍尾の手水鉢・石碑
実美が使用した「龍尾の手水鉢」などが、山口県山口市湯田温泉二丁目の井上公園に所在。

### 赤間宿
赤間宿は、 福岡県宗像市赤間に文化財として現存。江戸期には参勤交代にも利用された宿場町であり、政変のため京都を追われた実美も約1ヵ月滞在し、高杉晋作・西郷隆盛ら同士も来訪した。「五卿西遷の碑」がある。

### 五卿遺蹟碑・七卿西竄記念碑
福岡県太宰府市の太宰府天満宮の延寿王院前に所在。「五卿遺蹟碑」は、大宰府に実美ら五卿の来訪があった70年の節目として、1935年（昭和10年）に建立。「七卿西竄記念碑」は、七卿落ちから50年の節目に建立。

### 明治天皇行幸對鷗荘遺蹟
東京都・隅田川に架かる白鬚橋の西岸に石柱「明治天皇行幸對鷗荘遺蹟」が所在。「対鴎荘」とは、元は東京都台東区浅草橋場の隅田川西岸に建っていたものであり、1873年（明治6年）、実美の療養中、一度は虎ノ門の三条邸、二度目には橋場の対鴎荘の客間に明治天皇が尋ねたという。この対鴎荘は、明治天皇聖蹟として、実美の没後、1928年（昭和3年）12月、元宮内大臣・田中光顕らが発起人となった「聖蹟奉頌連光会」へ寄贈されると、翌年5月に東京都多摩市連光寺（現：対鴎台公園）へ移築された。1933年（昭和8年）、移築前の跡地と共に「明治天皇行在所対鴎荘及旧阯」として国の史蹟に指定され、1936年（昭和11年）の文部省史蹟調査報告書『明治天皇聖蹟』に掲載。しかし、戦後の1948年（昭和23年）、GHQ占領下において、天皇を崇拝するものとして『日本国憲法』の精神にそぐわないとされ、全国の聖蹟とともに史跡指定を解除された。

### 明治天皇行在所對鷗荘
東京都多摩市連光寺の対鴎台公園園内に石柱の「明治天皇行幸所對鷗荘」が所在。この向ノ岡は、1881年（明治14年）2月、初めて明治帝の行幸があり、当地の名望家である富澤政恕らが応接した明治天皇聖蹟の地である。宮内省が御遊猟場に指定した翌年から1917年（大正6年）に廃止されるまで、政恕が御猟場の運営を務めた。この聖蹟保存運動のため、田中光顕や政恕の子・富澤政賢が寄贈先である「聖蹟奉頌連光会」を発足した。1930年（昭和5年）、多摩聖蹟記念館（現：東京都立桜ヶ丘公園・旧多摩聖蹟記念館）の開館とともに、対鴎荘は、記念館までの道の左手にあった草葺1棟の建築物として一般公開された。尚、建物は同会（設立後改称：多摩聖蹟記念会）、敷地は村社・春日神社の名義。
1933年（昭和8年）、移築前の跡地と共に「明治天皇行在所対鴎荘及旧阯」として国の史蹟に指定され、1936年（昭和11年）の文部省史蹟調査報告書『明治天皇聖蹟』に掲載。しかし、戦後の1948年（昭和23年）、GHQ占領下において、天皇を崇拝するものとして『日本国憲法』の精神にそぐわないとされ、全国の聖蹟とともに史跡指定を解除された。その後の対鴎荘は、風雅な料亭となるが、老朽化・閉店後は荒れ果てたのち、1988年（昭和63年）、バブル経済における土地開発のために取り壊された。現在では、跡地となった高台の一部が「対鴎台公園」、当園最寄りのバス停が「対鴎荘前」として名を残している。尚、対鴎荘の復元模型が、旧多摩聖蹟記念館の所蔵にある。

## 関連作品

### 映画
- 維新の京洛（1928年、日活） - 演：谷幹一
- 大村益次郎（1942年、新興キネマ） - 演：三桝豊
- 徳川一族の崩壊（1980年、東映） - 演：林彰太郎
- 燃えよ剣（2021年、東宝） - 演：島川直

### テレビドラマ
- 風雪（1964年、NHK） - 演：川合伸旺
- 三姉妹（1967年、NHK大河ドラマ） - 演：菅貫太郎
- 竜馬がゆく（1968年、NHK大河ドラマ） - 演：青山哲也
- 花神（1977年、NHK大河ドラマ） - 演：永井秀和
- 雲を翔びこせ（1978年、TBS） - 演：小室等
- 風雲（1982年、韓国KBS） - 演：イ・デロ
- 白虎隊（1986年、日本テレビ） - 演：堀内正美
- 田原坂（1987年、日本テレビ） - 演：堀内正美
- 奇兵隊（1989年、日本テレビ） - 演：堀内正美
- 翔ぶが如く（1990年、NHK大河ドラマ） - 演：角野卓造
- 徳川慶喜（1993年、NHK大河ドラマ） - 演：宇津木真
- 夜会の果て（1997年、NHK） - 演：角野卓造
- 龍馬伝（2010年、NHK大河ドラマ） - 演：池内万作
- JIN-仁- 完結編（2011年、TBS） - 演：春延朋也
- 八重の桜（2013年、NHK大河ドラマ） - 演：篠井英介
- 花燃ゆ（2015年、NHK大河ドラマ） - 演：上杉祥三
- 西郷どん（2018年、NHK大河ドラマ） - 演：九世野村万蔵
- 青天を衝け（2021年、NHK大河ドラマ） - 演：金井勇太

### テレビアニメ
- まんが日本史（1983年、日本テレビ） - 声：寺島幹夫

### その他
- 『五賢人胸像』（監修：北村西望、制作：小金丸幾久、1967年、所蔵：旧多摩聖蹟記念館）
  - 向かって右から木戸孝允像、岩倉具視像、三条実美像、大久保利通像、西郷隆盛像が安置される[137][138]。伊藤博文ではなく西郷隆盛を五賢人と扱うことを特徴としており、その容貌は親近者に確認しながら制作したため、実際に近いものとされた[138]。